# بنك قطر الوطني الاسلامي (السودان)
بنك قطر الوطني الإسلامي هو مصرف قطر الإسلامي (QIB)، وهو أول مصرف إسلامي في قطر، تأسس عام 1982 [1، 7]. يقدم المصرف مجموعة واسعة من الخدمات المصرفية الإسلامية للأفراد والشركات، ويعتبر أكبر مؤسسة مصرفية إسلامية في قطر. 
معلومات إضافية:
النشأة والتأسيس:
تأسس مصرف قطر الإسلامي عام 1982 كأول مصرف إسلامي في قطر [1، 7].
الحصة السوقية:
يستحوذ المصرف على حوالي 36% من قطاع الصيرفة الإسلامية في قطر، و 10% من إجمالي السوق المصرفية. 
الخدمات:
يقدم المصرف مجموعة واسعة من الخدمات المصرفية الإسلامية، بما في ذلك الحسابات الجارية، وحسابات التوفير، والودائع الاستثمارية، والتمويل الإسلامي للمركبات والعقارات وغيرها [1، 5].
الانتشار:
يعمل المصرف من خلال شبكة واسعة من الفروع في جميع أنحاء قطر، بالإضافة إلى قنوات رقمية مثل تطبيق الهاتف المحمول، والخدمات المصرفية عبر الإنترنت، وأجهزة الصراف الآلي. 
الرقابة الشرعية:
جميع منتجات وخدمات المصرف تخضع لرقابة هيئة شرعية تضمن التزامها بأحكام الشريعة الإسلامية [1، 5].
الجوائز:
حصل المصرف على العديد من الجوائز المرموقة في مجال الخدمات المصرفية الإسلامية، بما في ذلك جائزة أفضل بنك إسلامي في قطر.

## تاريخ تأسيسه
الفرع المصرفي لبنك قطر الوطني الاسلامي تاريخ تأسيسه نوفمبر 2008م وموقعه الخرطوم - العمارات شارع (9) مواجه لشارع أفريقيا، وعدد العاملين 22 عامل.بالعاصمة السودانية الخرطوم، ويقدم فرع البنك في العمارات الخرطوم مجموعة من الخدمات المصرفية الإسلامية المتكاملة والتي تشمل فتح حسابات التوفير وحسابات ودائع وتمويل الشركات والمشاريع التجارية.

## فروعه
الفرع المصرفي شارع (9) مواجه لشارع أفريقيا
فرع ام درمان شارع العرضة
فرع الستين شارع الستين
فرع الرياض شارع المشتل
فرع الحرية شارع الحرية جنوب
فرع بحري شارع الشفا

## ماكينات الصرف الآلي
1- العمارات شارع (9)
2 - فرع أمدرمان
3 - فرع بحري
4 - فرع الستين
5 --فرع الحرية
6 - فرع الرياض